# Makiw
Makiw (ukrainisch Маків; russisch Маков Makow, polnisch Maków) ist ein Dorf im Süden der ukrainischen Oblast Chmelnyzkyj mit etwa 2758 Einwohnern (2022).

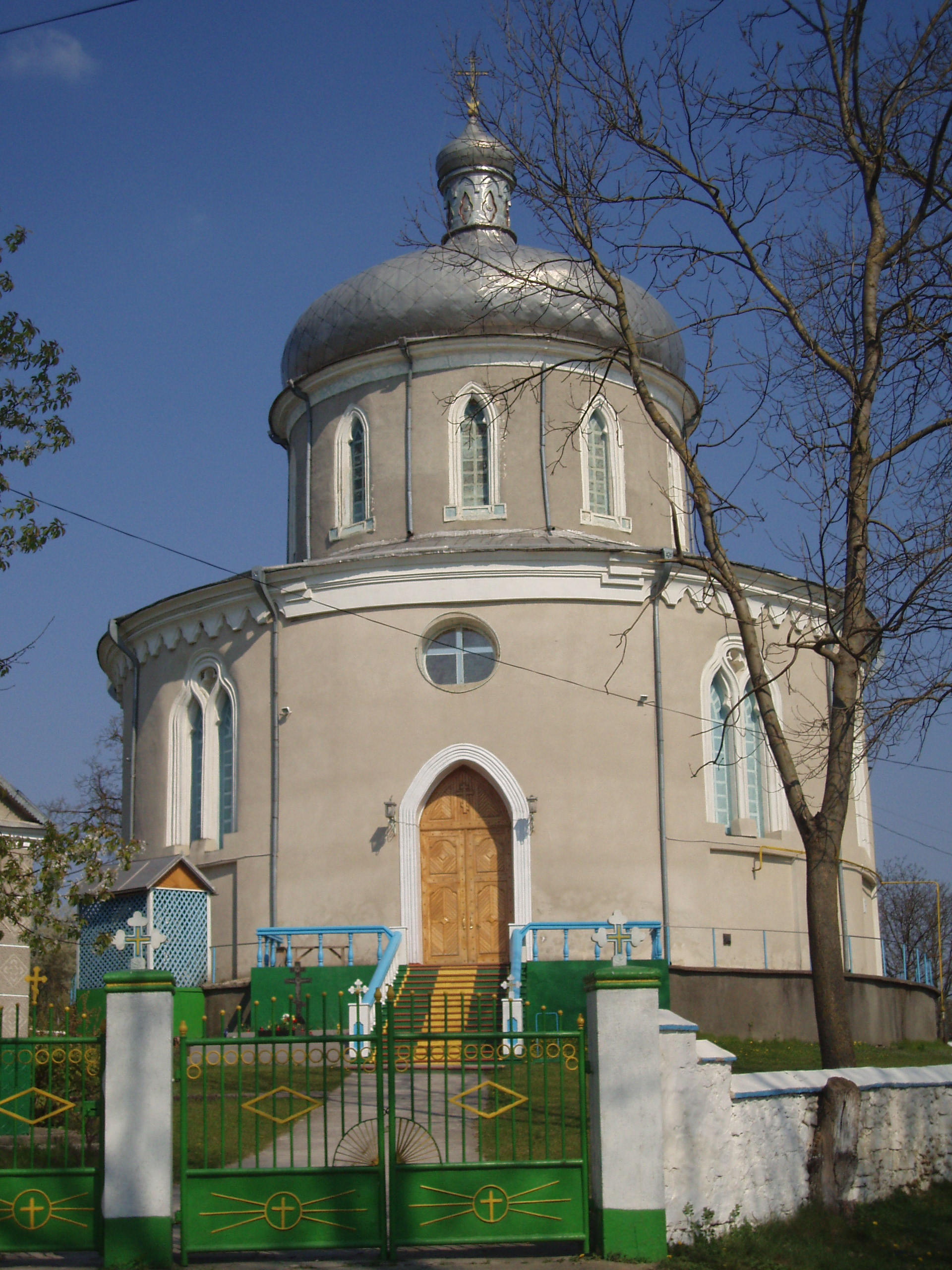
Kirche in Makiw aus dem Jahr 1839

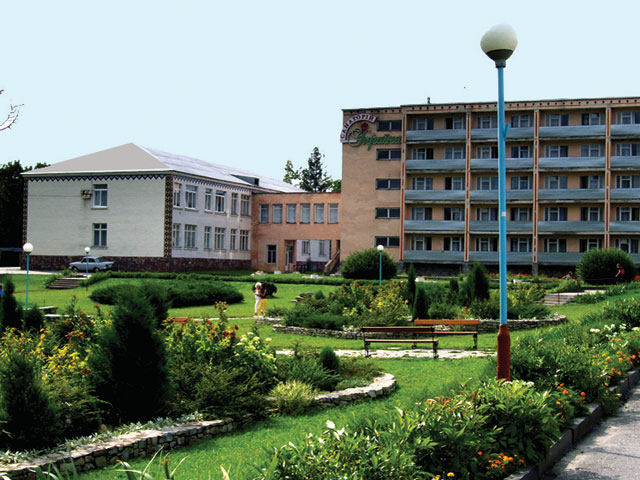
Sanatorium im Ort

Das 1482 erstmals schriftlich erwähnte Dorf in der historischen Region Podolien liegt an der Fernstraße N 03 etwa 18 km südwestlich vom ehemaligen Rajonzentrum Dunajiwzi und 83 km südlich der Oblasthauptstadt Chmelnyzkyj.

## Verwaltungsgliederung
Am 13. August 2015 wurde das Dorf zum Zentrum der neugegründeten Siedlungsgemeinde Makiw (Маківська сільська громада/Makiwska silska hromada). Zu dieser zählen auch die 7 in der untenstehenden Tabelle aufgelisteten Dörfer, bis dahin bildete es zusammen mit den Dörfern Schatawa, Slobidka-Salissezka und Slobidka-Rachniwska die gleichnamige Landratsgemeinde Makiw (Маківська сільська рада/Makiwska silska rada) im Südwesten des Rajons Dunajiwzi.
Am 17. Juli 2020 kam es im Zuge einer großen Rajonsreform zum Anschluss des Rajonsgebietes an den Rajon Kamjanez-Podilskyj.
Folgende Orte sind neben dem Hauptort Makiw Teil der Gemeinde:
| Name                     | Name                | Name                                        |
| ukrainisch transkribiert | ukrainisch          | russisch                                    |
| ------------------------ | ------------------- | ------------------------------------------- |
| Blyschtschaniwka         | Блищанівка          | Блищановка (Blischtschanowka)               |
| Mychajliwka              | Михайлівка          | Михайловка (Michailowka)                    |
| Schatawa                 | Шатава              | Шатава                                      |
| Slobidka-Balynska        | Слобідка-Балинська  | Слободка-Балинская (Slobodka-Balinskaja)    |
| Slobidka-Rachniwska      | Слобідка-Рахнівська | Слободка-Рахновская (Slobodka-Rachnowskaja) |
| Slobidka-Salissezka      | Слобідка-Залісецька | Слободка-Залесецкая (Slobodka-Salessezkaja) |
| Tschetschelnyk           | Чечельник           | Чечельник (Tschetschelnik)                  |